# Näherungswert
Ein Näherungswert ist in der Mathematik ein angenähertes Ergebnis für einen exakten Wert, zum Beispiel eine Dezimalzahl als Näherung für die Kreiszahl {\displaystyle \pi }. Näherungswerte werden häufig verwendet, wenn die exakte Berechnung sehr aufwendig oder nicht möglich ist oder nur eine bestimmte Genauigkeit benötigt wird oder darstellbar ist. Wichtig ist es, den Fehler, d. h. den Abstand zwischen exaktem Wert {\displaystyle x} und Näherungswert {\displaystyle a}, gegen einen vorgegebenen Wert {\displaystyle d} abzuschätzen:
{\displaystyle |a-x|<d}.
Beispielsweise gilt für {\displaystyle x=\pi } und {\displaystyle a=3{,}14} die Fehlerschranke {\displaystyle |a-x|<{\tfrac {1}{627}}}.
Wird mit einem Näherungswert anstatt des exakten Wertes weitergerechnet, dann kann sich dieser Fehler erheblich vergrößern, es tritt eine Fehlerfortpflanzung ein. Aus diesem Grund ist es mitunter sinnvoll, so weit wie möglich mit den exakten Werten zu rechnen und erst für das Endergebnis einen Näherungswert anzugeben.

## Beispiele
Die Kreiszahl {\displaystyle \pi } ist eine irrationale Zahl. Der genaue Wert (in symbolischer oder numerischer Form) ist für die meisten Berechnungen nicht relevant, da nur eine bestimmte Genauigkeit benötigt wird. Für grobes Überschlagen reicht oft ein Näherungswert aus, z. B.
{\displaystyle \pi \approx {\tfrac {22}{7}},}  
{\displaystyle \pi \approx {\sqrt {2}}+{\sqrt {3}},}  
{\displaystyle \pi \approx {\sqrt {10}}}  
oder   {\displaystyle \pi \approx 3{,}14} mit zwei Nachkommastellen. Für genauere Berechnungen kann ein numerischer Wert für {\displaystyle \pi } herangezogen werden, beispielsweise
{\displaystyle \pi =3{,}141592653\dotso }